# ある画家の数奇な運命
『ある画家の数奇な運命』（あるがかのすうきなうんめい、Werk ohne Autor）は、2018年のドイツの恋愛ドラマ映画。監督はフロリアン・ヘンケル・フォン・ドナースマルク、出演はトム・シリングとセバスチャン・コッホなど。現代美術界の巨匠とされる芸術家ゲルハルト・リヒターの半生をモデルに、ドイツの「歴史の闇」と「芸術の光」を描いている。なお、映画化の条件は、人物の名前を変えて、何が事実か事実でないかは互いに絶対に明かさないこととなっている。
第75回ヴェネツィア国際映画祭のコンペティション部門で上映され、金獅子賞を争った。他に第91回アカデミー賞外国語映画賞と撮影賞にノミネートされた。ドイツ語の映画がアカデミー賞の複数部門でノミネートされるのはウォルフガング・ペーターゼンの『U・ボート』（1981年）以来2例目であった。

## ストーリー
1937年、ナチス政権下のドイツ。絵を描くことが好きなクルト少年は、芸術を愛する叔母エリザベトの影響で絵画に強い関心を示す。しかし、感受性の強い叔母は統合失調症の診断で強制入院させられ、当時ナチス高官の医師だったカール・ゼ―バントの診察を受けて病院から収容所送りとなり、後にガス室で安楽死させられる。
1945年、ドイツが敗戦するとゼ―バントはソ連軍に逮捕されるが、ソ連軍人の妻を救った功績で無罪放免となる。
1951年、青年になったクルトは看板を書く仕事しながら美術学校に入学するが、自らの主義を曲げナチ党員になった父を自殺で失う。そんな時、学校でエリーに出会い恋に落ちるが、エリーの父親は医師のゼ―バントだった。
1956年、エリーが妊娠するが、娘の結婚に反対するゼ―バントは二人に嘘をついて自らの手で中絶させてしまう。
1957年、ゼ―バントはソ連当局の捜査から逃れるため西ドイツに逃亡することになり、両親から結婚を認められたクルトとエリーは壁画制作の仕事で暮らし始める。
1961年、壁画制作をしていたクルトは徐々に社会主義への疑念から創作意欲を失い、エリーと共に西ドイツに渡る。芸術アカデミーに入学したクルトは、その革新性、独創性に刺激され、インスピレーションに任せた創作活動を行うが、教授からは否定され行き詰ってしまう。
そんなクルトにひらめきを与えたのは、かつての安楽死政策の責任者が逮捕されたという新聞記事で、叔母の「真実は全て美しい」という言葉を思い出し、夢中でその写真を模写する。出来上がったのは複数の写真をコラージュさせた「真実」を絵にしたもので、その絵を見たゼ―バントは罪の意識に狼狽し取り乱した。フォト・ペインティングという自身の芸術を確立したクルトは、やがて人気を不動のものにしていく。

## キャスト
- クルト・バーナート: トム・シリング（英語版）
  - 若年期: カイ・コールズ
- カール・ゼーバント教授: セバスチャン・コッホ - ナチス親衛隊の医師。
- エリー・ゼーバント: パウラ・ベーア - クルトが美術学校で出会った女性。カールの娘。
- エリザベト・マイ: ザスキア・ローゼンダール - クルトの叔母（母の妹）。
- アントニウス・ファン・フェルテン: オリヴァー・マスッチ - クルトの西ドイツでの師。
- マルタ・ゼーバント: イナ・ヴァイセ（英語版） - エリーの母。カールの妻。
- ブルクハルト・クロル: ライナー・ボック - 障害者の断種・安楽死を指示した高官。
- ギュンター・プロイサー: ハンノ・コフラー - クルトの西ドイツでの学友。
- アドリアン・シンメル: デヴィッド・シュッター（ドイツ語版） - クルトの西ドイツでの学友。口が達者。
- マルヴァインおばあちゃん: ヨハンナ・ガストドロフ（英語版） - クルトの母方の祖母。エリザベトの母。
- ヴァルトラウト・バーナート: ジャネット・ハイン - クルトの母。エリザベトの姉。
- ヴェルナー・ブラシュケ: ヒンネルク・シェーネマン - クルトが西ドイツで出会った画家。
- ギュンター・マイ: フロリアン・バートロメイ（ドイツ語版） - エリザベトの兄。
- ホルスト・グリマ教授: ハンス＝ウーヴェ・バウアー（英語版） - クルトの東ドイツでの師。
- ヨハン・バーナート: ヨルグ・シュッタフ（英語版） - クルトの父。ヴァルトラウトの夫。元教師。
- 職長: ベン・ベッカー（英語版）
- 展示ガイド: ラース・アイディンガー（英語版）
- アーレント・イヴォ: ヤコブ・マッチェンツ
- エーレンフリート・マイ: ヨナス・ダスラー（英語版） - エリザベトの兄。

## 評価

### ゲルハルト・リヒターの反応
監督・脚本のフロリアン・ヘンケル・フォン・ドナースマルクからの取材要請に対してゲルハルト・リヒターは全面的に協力していたが、完成した映画の予告編を観て大いに気分を害し、あまりに「大仰」で「スリラーとしての脚色が過剰」だとこき下ろしただけでなく、怒りのあまり、映画に関する資料に目も向けられないとしている。

### 観客の反応
プレミア上映は第75回ヴェネツィア国際映画祭のコンペティション部門で行われ、観客からは13分のスタンディングオベーションを受けた。またその他多数の映画祭で観客賞を獲得しており、そのほとんどではヴェネツィアと同じ作品と競っていた。

### 映画人の反応
『エクソシスト』の監督であるウィリアム・フリードキンは「『ある画家の数奇な運命』は私がこれまで見た中で最高の映画の1つだ。傑作だ」と評した。また『イカとクジラ』のプロデューサーであるミランダ・ベイリーも「『ある画家の数奇な運命』は私の人生で見た中で最高の映画だ」と評した。

### 批評家の反応
レビュー集積サイトのRotten Tomatoesでは136件のレビューで支持率は76%、平均点は7.36/10となっており、批評家の一致した見解は「『ある画家の数奇な運命』の長い上映時間は、信じられないような人生についての魅力的な物語、そしてそんな人生を送った類いまれな芸術家が受けたインパクトで満ちている。」である。またMetacriticでは28件のレビューで加重平均値は68/100と示されている。

### 受賞とノミネート
| 映画祭・賞             | 部門                           | 候補                                         | 結果       |
| ---------------------- | ------------------------------ | -------------------------------------------- | ---------- |
| ヴェネツィア国際映画祭 | 金獅子賞                       | フロリアン・ヘンケル・フォン・ドナースマルク | ノミネート |
| ヴェネツィア国際映画祭 | Leoncino d'Oro Agiscuola Award | フロリアン・ヘンケル・フォン・ドナースマルク | 受賞       |
| ゴールデングローブ賞   | 外国語映画賞                   | 『ある画家の数奇な運命』                     | ノミネート |
| アカデミー賞           | 外国語映画賞                   | 『ある画家の数奇な運命』                     | ノミネート |
| アカデミー賞           | 撮影賞                         | キャレブ・デシャネル                         | ノミネート |